# Delphine Red Shirt
Delphine Red Shirt (Gordon, Nebraska, 1957). Escriptora Oglala Sioux, va aprendre anglès a l'escola, va servir a la marina i el 1995-1996 fou portaveu de la United Nations NGO Committee en representació dels pobles indígenes. També ha estat professora d'estudis americans a Yale. Ha escrit :
- Bead on an Anthill: A Lakota Childhood (1999)[2]
- Turtle Lung Woman's Granddaughter (2002).[3]
- George Sword's Warrior Narratives:Compositional Processes in Lakota Oral Tradition[4]